# 218. Infanterie-Division (Wehrmacht)
Die 218. Infanterie-Division (218. ID) war ein militärischer Großverband der Wehrmacht.

## Geschichte

### Aufstellung
Die Division wurde am 26. August 1939 als Division der 3. Aufstellungswelle in Berlin aufgestellt. 

### Polenfeldzug
Bei Kriegseintritt war sie in Polen aktiv und gab 1940 ihre Artillerie-Abteilungen an andere Einheiten ab. 

### Unternehmen Weserübung
Teilnahme an der Operation Weserübung mit dem Überfall auf  Dänemark im April und Besatzungstruppe bis Juni 1940.

### Beurlaubung
Die 218. ID war von August 1940 bis Februar 1941 inaktiv. 

### Verlegung an die Ostfront
Ab Dezember 1941 kämpfte die 218. ID an der Ostfront im Abschnitt der Heeresgruppe Nord.

### Cholm
Generaloberst Busch, der Befehlshaber der 16. Armee, befahl während der Fahrt nach Riga, im Rahmen der Verpflichtungen mit der Heeresgruppe Nord, dass die vordersten Einheiten der Division nach Cholm beordert werden sollten. Die erste Bataillonseinheit, das I./386, traf in Loknya ein, einem kleinen Halt an der Eisenbahnlinie Dno-Nevel, rund 80 Kilometer von Cholm entfernt. Dieses Bataillon wurde sofort mit allen verfügbaren Lastwagen nach Cholm geschickt, begleitet von einem Konvoi mit Lebensmitteln und Munition. Oberstleutnant Johannes Manitius, der Kommandeur des Infanterie-Regiments 386, schloss sich seiner Einheit in Cholm an, während ein weiteres Bataillon des Regiments es schaffte, den heranrückenden Einheiten der sowjetischen 3. Stoßarmee zu entkommen, bevor die Sowjets einen festen Kessel um die Stadt legten.
Die Deutschen hatten Cholm nur knapp vor den Sowjets erreicht und positionierten dort eine gemischte Kampfgruppe unter Generalmajor Scherer mit etwa 4.500 Soldaten. Diese Kampfgruppe verfügte jedoch kaum über Artillerie oder Panzerabwehrwaffen. Bis zum 28. Januar 1942 hatten die Sowjets den Kessel um die Stadt geschlossen und drängten zusätzlich Truppen der 218. Infanterie-Division unter Generalmajor von Uckermann entlang der Straße nach Loknya zurück, wo der Rest der Division noch eintraf.
Hitler erklärte Cholm daraufhin zur „Festung“, was bedeutete, dass die Garnison bis zur Entsatzung durchhalten musste. Der Rest der 218. Infanterie-Division, verstärkt durch ein Bataillon der 8. Panzer-Division, bildete die Hauptkomponenten des Entsatzversuchs, der als „Kampfgruppe Uckermann“ bekannt wurde und versuchte, sich den Weg nach Cholm freizukämpfen. Die einzige Möglichkeit zur Versorgung, Verstärkung und zum Nachschub der Garnison in Cholm war der Lufttransport.
Nach dem erfolgreichen Entsatz gelang es der 218. Infanterie-Division, die Verteidigung der deutschen Linie in Cholm zu übernehmen, wo sie die nächsten 18 Monate blieb.

### Baltikum 1944
Im Jahr 1944 zog sich die 218. ID in die baltischen Staaten zurück.

### Kapitulation
Die Division kapitulierte 1945 im Kurland-Kessel.

## Gliederung
- Infanterie-Regiment 323
- Infanterie-Regiment 386
- Infanterie-Regiment 397
- Artillerie-Regiment 218
- Panzerjäger-Bataillon 218
- Aufklärungs-Bataillon 218
- Pionier-Bataillon 218
- Nachrichten-Abteilung 218
- Nachschubtruppen 218

## Personen
| Dienstzeit                           | Dienstgrad      | Name                         |
| ------------------------------------ | --------------- | ---------------------------- |
| 1. September 1939 bis 1. Januar 1942 | Generalleutnant | Woldemar Freiherr Grote      |
| 1. Januar bis 20. März 1942          | Generalleutnant | Horst Freiherr von Uckermann |
| 20. März 1942 bis 25. Dezember 1944  | Generalleutnant | Viktor Lang                  |
| 25. Dezember 1944 bis 1. Mai 1945    | Generalmajor    | Ingo von Collani             |
| 1.–8. Mai 1945                       | Generalleutnant | Werner Ranck                 |

| Dienstzeit                           | Dienstgrad     | Name                    |
| ------------------------------------ | -------------- | ----------------------- |
| 1939                                 | Oberstleutnant | Kremling                |
| 12. November 1939 bis 20. April 1940 | Major          | Otto Zeltmann           |
| unbekannt                            | Major          | von Bodenhausen         |
| 21. Januar bis 16. März 1942         | Major          | Leo Hepp                |
| 22. März 1942 bis 25. August 1943    | Oberst         | Hans-Günther Leutheußer |
| 25. August 1943 bis 25. August 1944  | Oberstleutnant | Helmut Picot            |
| 25. August 1944 bis 1945             | Major          | Siegfried Ahollinger    |